# 鲁德巴尔日站
鲁德巴尔日站是叶尔加瓦-利耶帕亚铁路线上的一个火车站；车站建于1929年，并于当年9月25日对公众开放，但是现代化的车站大楼直到1932年2月1日才正式启用；然而因为经营不善的问题，该车站于2001年8月15日停止运营。